# Byronismus

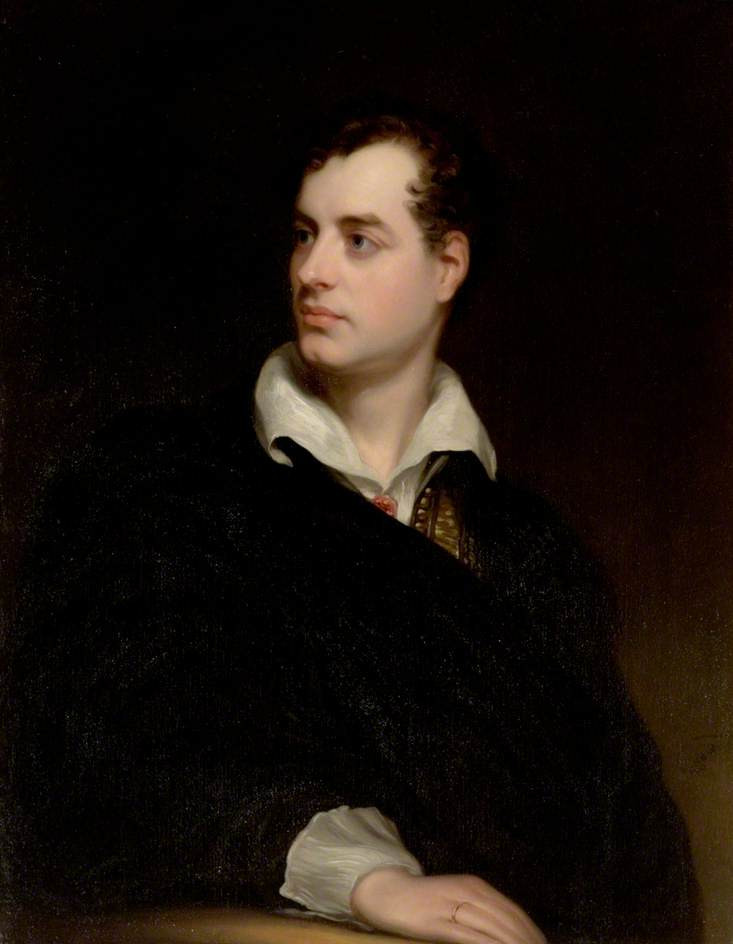
Lord Byron (Porträt von Thomas Phillips, 1824)

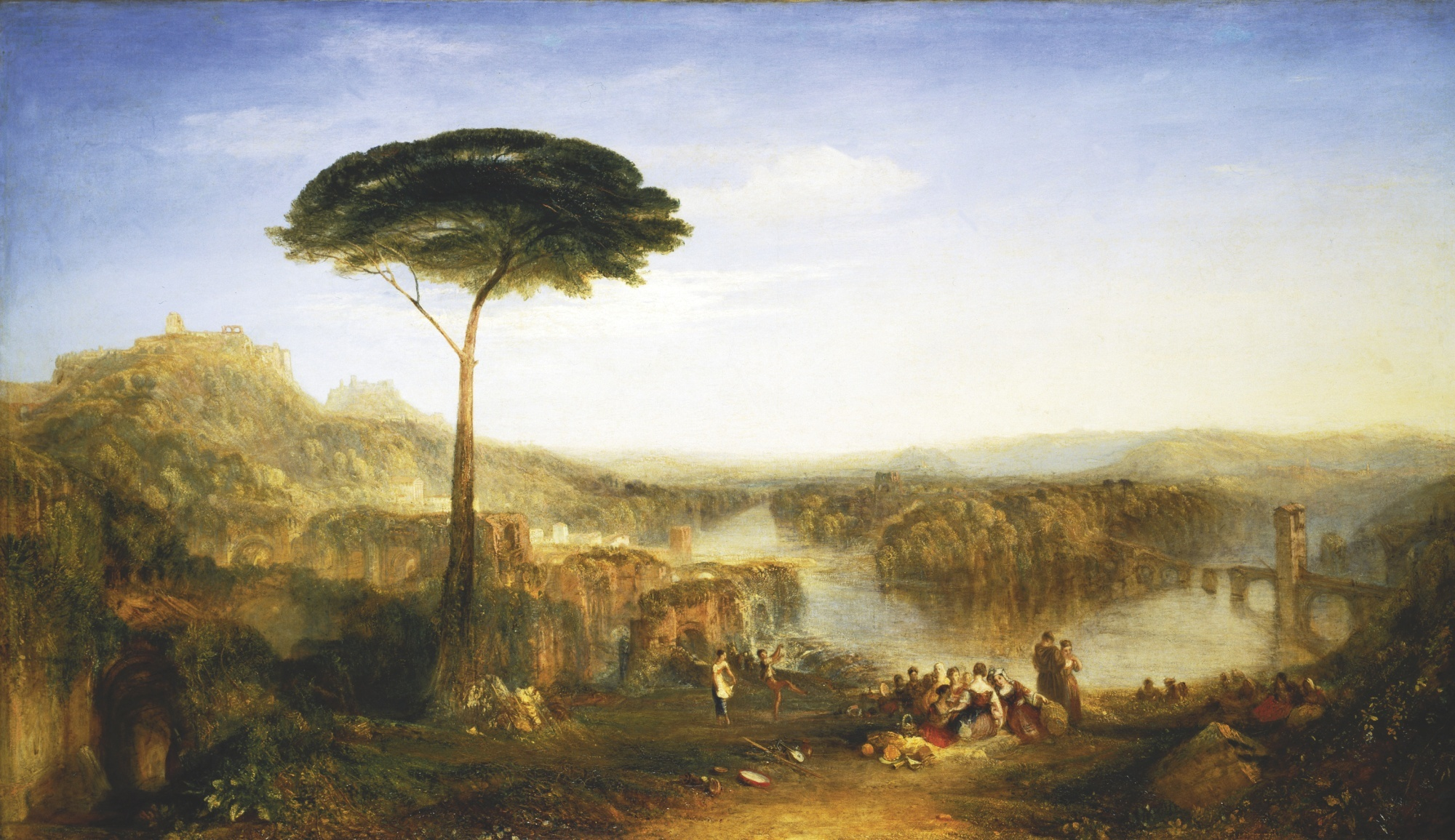
Childe Harold’s Pilgrimage (Childe Harolds Pilgerfahrt) von William Turner, 1823.

Der Byronismus ist eine romantische Bewegung in der kontinentaleuropäischen Literatur des frühen 19. Jahrhunderts, die von dem englischen Dichter Lord Byron – das ist George Gordon Byron (1788–1824), der Dichter der englischen Spätromantik – beeinflusst wurde. Die Anhänger werden als Byronisten bezeichnet. Diese zeichnen sich durch Enttäuschung über die Gesellschaft und die Welt, Stimmungen des Weltschmerzes, scharfe Zwietracht zwischen dem Dichter und den anderen sowie den Kult des 'Übermenschen' (Napoleon eignet sich ideal für diese Definition) aus.
Markenzeichen des Byronismus ist die (meist erfolglose) Rebellion eines begabten, außergewöhnlichen Individuums gegen die Gesellschaft. Das Individuum fordert für sein Leben und sein Talent die Freiheit von der Welt; Freiheit ist auch ein häufiges Thema in den Werken dieser Bewegung. Da die Rebellion in der Regel erfolglos ist, sind die Werke dieser Strömung in der Regel sehr pessimistisch.
Der britische Dichter wurde durch andere europäische Autoren bis ins Russische Reich nachgeahmt. Der lyrische Held ihrer Werke wird als Byronic Hero (Byron'scher Held) bezeichnet. Der Begriff wird häufig als weltanschauliche Kategorie, synonym zu Weltschmerz, ennui oder mal du siècle verwendet. Goethe zufolge zerfielen die Schriftsteller (seiner Zeit) in zwei Parteien: die Scottisten (nach Walter Scott) und die Byronisten.

## Parodien und Verspottung
Der Byronismus wurde von verschiedenen Dichtern – wie beispielsweise Johann Nestroy (1801–1862), Heinrich Heine (1797–1856) und Alexander Puschkin (1799–1837) – parodiert und verspottet.
Über Nestroys Posse Der Zerrissene urteilte Egon Friedell:
Eine lebensgefährlichere Parodie auf den Byronismus als der „Zerrissene“ ist nie geschrieben worden, und dieser Kampf gegen die Mode der Sentimentalität war ungleich schlagender als der seines berühmten Zeitgenossen Heine.
Der russische Dichter Alexander Puschkin spottete in seinem Eugen Onegin:
| Russisch | Übersetzung |
| --- | --- |
| Британской музы небылицы Тревожат сон отроковицы, И стал теперь ее кумир Или задумчивый Вампир, Или Мельмот, бродяга мрачный, Иль Вечный Жид, или Корсар, Или таинственный Сбогар. Лорд Байрон прихотью удачной Облек в унылый романтизм И безнадежный эгоизм. | Was Englands Musen wild gebären, Kommt dräuend, unsern Schlaf zu stören: Der jüngste Backfisch sieht zumal Im Vampir heut sein Ideal, In allen Köpfen spukt's gigantisch Vom ew'gen Juden, vom Korsar, Vom düstren Melmoth, vom Sbogar. Lord Byron kam uns hochromantisch Und hob, der Willkür Ebenbild, Den Egoismus auf den Schild. |

Der Puschkin-Biographie von Troyat zufolge waren die Rajewskis – in deren Gesellschaft sich der Dichter im Kaukasus aufgehalten hatte – von Byron begeistert und Puschkin unterlag diesem Einfluss.